# Dustin Scherf
Dustin Scherf (ur. 15 listopada 1988) – niemiecki zapaśnik walczący w stylu klasycznym. Zajął czternaste miejsce na mistrzostwach Europy w 2012. Ósmy w Pucharze Świata w 2016 roku.
Mistrz Niemiec w 2008 i trzeci w 2007, 2009–2014 i 2017 roku.